# 永濑隆

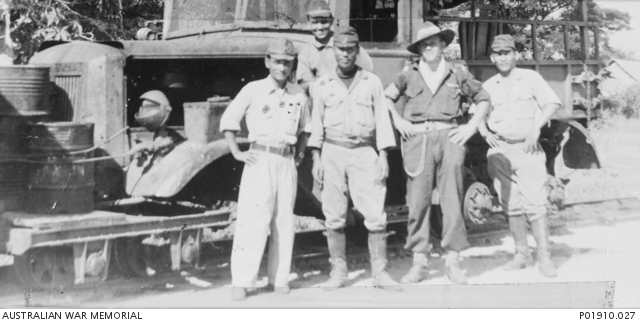
永濑隆（左一）

永濑隆（1918年2月20日—2011年6月21日）是一位日军口译员，在二战期间于泰国境内的泰缅铁路施工路段服役于日本憲兵，在战后出家當了和尚，此後余生里一直致力于交战双方的和解工作与反日本军国主义事业。他在战后又去了泰国一百多次，自1970年代起，还组织过几次前日本俘虜的盟军战俘和日军看守见面会，推动和解。1993年，他见到了前英军战俘艾略特·羅麥斯，与他和解；而永濑隆当年就曾参与过对洛马克斯的酷刑折磨。